# ترينت بليستيد
ترينت بليستيد (بالإنجليزية: Trent Plaisted)‏ مواليد 1 أكتوبر 1986 في مانتيكا، هو لاعب كرة سلة أمريكي. بدأ مسيرته الاحترافية في سنة 2008. تم اختياره من قبل فريق سياتل سوبرسونيكس خلال الدرافت. يلعب مع فريق تويوتا ألفارك طوكيو في دوري كرة السلة الياباني للمحترفين كلاعب وسط. يحمل الرقم 44. يبلغ طوله 6 قدم 11 بوصة (2.1 م).

## المسيرة الاحترافية
لعب مع بييلا لكرة السلة في موسم 2008–2009، ثم لعب مع نادي زادار لكرة السلة في موسم 2009–2010، ثم لعب مع زالغيريس لكرة السلة في سنة 2011، ثم لعب مع ليموج سي إس بي في الدوري الفرنسي في موسم 2012–2013، ثم لعب مع راتيوفارم أولم في الدوري الألماني في موسم 2013–2014، ثم لعب مع ليموج سي إس بي في الدوري الفرنسي في موسم 2014–2015.

## روابط خارجية
- ترينت بليستيد على موقع الدوري الأوروبي لكرة السلة (الإنجليزية)
- ترينت بليستيد على موقع سبورتس رفرنس (الإنجليزية)
- ترينت بليستيد على موقع كرة السلة الأوروبية.كوم (الإنجليزية)
- ترينت بليستيد على موقع DraftExpress.com (الإنجليزية)
- ترينت بليستيد على موقع كلية كرة السلة في سبورتس رفرنس.كوم (الإنجليزية)
- ترينت بليستيد على موقع ريلجم (الإنجليزية)
- ترينت بليستيد على موقع بروبوليرز (الإنجليزية)
- ترينت بليستيد على موقع سبورتس رفرنس (الإنجليزية)